# 21 серпня
21 серпня  — 233-й день року (234-й у високосні роки) у григоріанському календарі. До кінця року залишається 132 дні.

## Свята та пам'ятні дні

### Міжнародні
- Міжнародний день пам'яті і поминання жертв тероризму.

### Національні
- Марокко: День молоді.

### Релігійні

#### Християнство
Католицизм
- День Святого Сідонія Аполлінарія.
- День Святого Пія X.

Православ'я
- Апостола від 70-х Фадея.
- Мучениці Васси та її дітей: Феогнія, Агапія і Піста.
- Преподобного Аврамія Працелюбного, Печерського, в Ближніх печерах.

## Іменини
Фадей, Авраамій

## Події
- 1415 — португальці завоювали Сеуту.
- 1627 — У Києві випущено перший словник української мови «Лексикон словенороський» Памви Беринди.
- 1652 — син Богдана Хмельницького, Тиміш, одружився з дочкою молдавського господаря Василя Лупула
- 1653 — військо Георгія Штефана підійшло до Сучави і спробувало з наскоку взяти козацький табір Тимоша Хмельницького під стінами фортеці, почалася облога Сучави.
- 1911 — з Лувру (Париж) викрадено картину Леонардо да Вінчі «Мона Ліза» («Джоконда»), яку було знайдено лише через два роки в Королівстві Італія.
- 1914 — засновано футбольний клуб «Васко да Гама».
- 1914 — Ян Нагурський здійснив перший у світі політ в Арктику.
- 1919 — 2-й корпус УГА, очолюваний Арнольдом Вольфом, в ході наступу на Київ звільнив від червоних Житомир.
- 1924 — радянський полярний льотчик Б. Чухновський уперше у світі провів розвідку криги в районі Нової Землі, Баренцева та Карського морів.
- 1932 — у Венеції відбувся перший міжнародний кінофестиваль.
- 1937 — СРСР і Китай підписали Договір про ненапад.
- 1944 — у Вашингтоні відкрилася міжнародна конференція, яка підготувала пропозиції, що лягли в основу Статуту Організації Об'єднаних Націй.
- 1945 — Президія Верховної Ради РРФСР своїм указом замінила назви селищних рад та відповідних центрів Кримської області з кримськотатарських на російські
- 1968 — країни Варшавського Договору ввели війська в Чехословацьку Соціалістичну Республіку для придушення «Празької весни».
- 1991 — Верховна рада Латвії прийняла конституційний закон про статус незалежної держави після антигорбачовського путчу (ДКНС).
- 1996 — заснована відзнака Президента України — орден «За мужність».
- 1996 — на Київській універсальній біржі відбулися перші торги в гривні з ф'ючерсних контрактів.
- 2005 — Блаженніший Любомир Гузар офіційно змінив свій титул на «Верховний Архієпископ Києво-Галицький» і переніс осідок до Києва.
- 2011 — у місті Олевськ на Житомирщині було відкрито пам'ятний знак на честь 70-річчя від створення Олевської республіки.
- 2013 — у громадянському конфлікті в Сирії війська підтриманого Росією сирійського диктатора Башара Асада застосували хімічну зброю проти опозиції. По житлових кварталах передмістя Дамаска м. Гута вони завдали ракетного удару з використанням зарину. Загинуло, за різними даними, від 350 до 1700 осіб.

## Народились

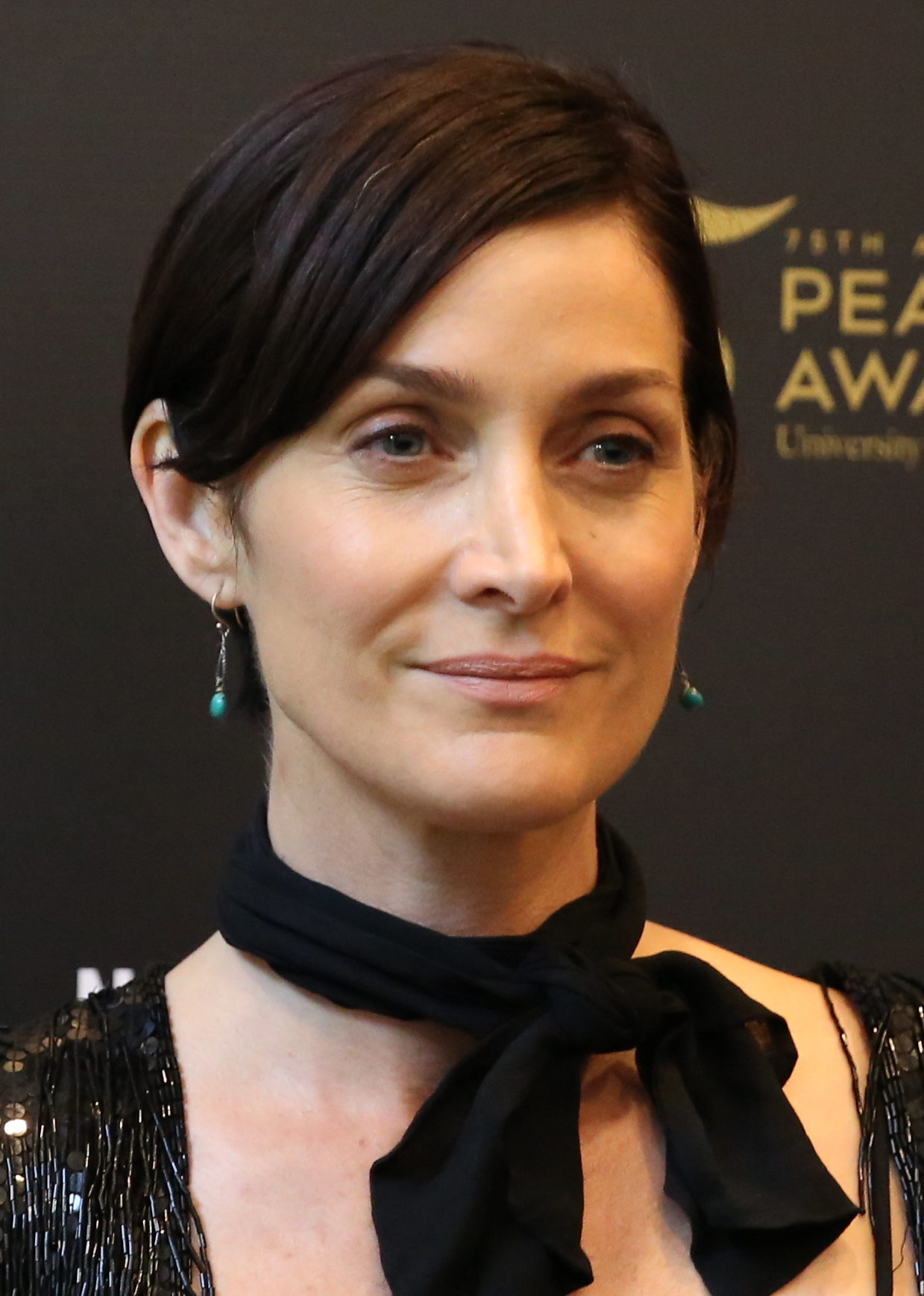
Керрі-Енн Мосс

Категорія:Народились 21 серпня
- 1165 — Філіп II Август, король Франції (1180–1223 рр.).
- 1698 — Гварнері Джузеппе Антоніо, італійський майстер виготовлення смичкових інструментів.
- 1725 — Жан-Батіст Грез, французький художник-портретист, майстер жанрових сцен.
- 1754 — Вільям Мердок, шотландський механік, винахідник, першим застосував газ для освітлення.
- 1765 — Вільгельм IV, король Великої Британії
- 1789 — Оґюстен-Луї Коші, французький математик.
- 1872 — Обрі Бердслі, британський художник, графік, ілюстратор, декоратор, поет.
- 1880 — Микола Аркас, командир полку Дієвої Армії Української Народної Республіки.
- 1888 — Володимир Ґадзінський, український поет, прозаїк, критик.
- 1891 — Олександр Раєвський, український психолог.
- 1892 — Кость Туркало, український громадсько-політичний діяч, інженер-хімік, член Української Центральної Ради.
- 1898 — Араратян Вааг Георгійович, вірменський композитор.
- 1909 — Микола Боголюбов, український математик, механік і фізик-теоретик (1909–1992 рр.).
- 1917 — Леонід Гурвич, американський економіст, Нобелівський лауреат 2007 року.
- 1926 — Мар'ян Яворський, архієпископ-митрополит Львівський латинського обряду.
- 1934 — Геннадій Айгі, чуваський поет та перекладач.
- 1953 — Дмитро Кремінь, український поет, есеїст, перекладач, лауреат Шевченківської премії.
- 1967 — Керрі-Енн Мосс, канадська акторка, найбільше відома за роллю Триніті у франшизі «Матриця».
- 1967 — Серж Танкян, вірмено-американський співак, поет, активіст і мульти-інструменталіст.
- 1983 — Ольга Жуковцова-Кияшко, українська акторка театру і кіно, учасниця телевізійного шоу «Жіночий квартал».
- 1984 — Алізе Жакоте, французька співачка.
- 1999 — Марія Смолякова, українська акторка кіно і театру.

## Померли
Категорія:Померли 21 серпня
- 1736 — Емануель д'Асторга, італійський композитор епохи бароко («Stabat mater», 1707).
- 1838 — Адельберт фон Шаміссо, німецький поет, натураліст і дослідник. Cham — символ Шаміссо, який вживають при латинських назвах ботанічних видів, які він описав.
- 1925 — Осип Маковей, український поет, прозаїк, критик.
- 1930 — Астон Вебб, британський архітектор.
- 1943 — Генрік Понтоппідан, данський прозаїк, лауреат Нобелівської премії з літератури.
- 1943 — Абрахам Мерріт, американський письменник, журналіст і редактор.
- 1947 — Етторе Бугатті, італійський автомобільний конструктор, дизайнер, засновник французької компанії «Bugatti».
- 1979 — Джузеппе Меацца, колишній італійський футболіст, нападник.
- 1997 — Юрій Нікулін, радянський актор і клоун.
- 1995 — Нанні Лой, італійський режисер театру та кіно, сценарист і актор.
- 2005 — Роберт Муґ, американський винахідник, новатор у галузі електронних музичних інструментів.
- 2018 — Стефан Карл Стефанссон, ісландський актор, композитор, співак і танцюрист.